# Deltocephalus artemisiae
Deltocephalus artemisiae är en insektsart som beskrevs av David D. Gillette och Baker 1895. Deltocephalus artemisiae ingår i släktet Deltocephalus och familjen dvärgstritar. Inga underarter finns listade i Catalogue of Life.